# Cerberusa caeca
Cerberusa caeca е вид ракообразно от семейство Potamidae. Видът не е застрашен от изчезване.

## Разпространение
Разпространен е в Малайзия (Саравак).